# Gold River (British Columbia)
Die Gemeinde Gold River liegt in der kanadischen Provinz British Columbia. Sie befindet sich, als eine von wenigen, an der Westküste von Vancouver Island und liegt an einem der drei Arme des Nootka Sounds, dem Muchalat Inlet. Außerdem wird sie vom gleichnamigen Fluss durchflossen, an dem einige Kilometer stromaufwärts der Gold Muchalat Provincial Park liegt. Die Stadt ist über den Highway 28 an die Inselinfrastruktur angeschlossen.

## Geschichte
Im Gebiet der Gemeinde siedelten seit jeher die Nuu-chah-nulth, auch bekannt als Nootka. Nördlich vom Dorf Gold River liegt das Dorf Tsaxana, das von Indianern bevölkert wird, die die Nachfahren der Urbevölkerung darstellen. 
Im Nootka Sound, westlich des Dorfes, liegt die Insel Nootka Island. Dort ging mit James Cook 1778 auf seiner Suche nach der Nordwest-Passage erstmals ein Europäer in dieser Gegend an Land.
Das Dorf Gold River selbst entstand erst Mitte der 1960er-Jahre, als die Holz- und Papierindustrie in der Gegend Einzug hielt. Die Gemeinde wuchs relativ schnell, so dass am 2. September 1965 die Zuerkennung der kommunalen Selbstverwaltung für die Gemeinde erfolgte (incorporated als District Municipality). Weitere Zuerkennungen erfolgten 1972 (als Village Municipality) und 1981 (als Village).
Gold River ist der erste Ort in Kanada mit komplett unterirdischer elektrischer Verkabelung.

## Demographie
Der Zensus im Jahr 2011 ergab für die kleine Gemeinde eine Bevölkerungszahl von 1.267 Einwohnern. Die Bevölkerung der Stadt hatte dabei im Vergleich zum Zensus von 2006 um 7,0 % abgenommen, während die Bevölkerung in der Provinz British Columbia dagegen gleichzeitig um 7,0 % anwuchs.

## Klima
|                        | Jan   | Feb   | Mär   | Apr   | Mai   | Jun  | Jul  | Aug  | Sep  | Okt   | Nov   | Dez   |   |         |
| Mittl. Temperatur (°C) | 1,5   | 3,1   | 5,4   | 8,3   | 11,8  | 14,8 | 17,6 | 17,7 | 14,6 | 9,4   | 4,3   | 1,5   | ⌀ | 9,2     |
| Mittl. Tagesmax. (°C)  | 4,3   | 6,8   | 10,4  | 14,1  | 18    | 21   | 24,6 | 24,8 | 21,6 | 13,9  | 7,1   | 3,9   | ⌀ | 14,2    |
| Mittl. Tagesmin. (°C)  | −1,4  | −0,7  | 0,4   | 2,5   | 5,6   | 8,6  | 10,6 | 10,5 | 7,7  | 4,8   | 1,5   | −0,9  | ⌀ | 4,1     |
|                        |       |       |       |       |       |      |      |      |      |       |       |       |   |         |
| Niederschlag (mm)      | 374,7 | 331,4 | 255,4 | 174,8 | 118,9 | 91,1 | 55,4 | 77,3 | 126  | 357,2 | 481,9 | 402,8 | Σ | 2.846,9 |
|                        |       |       |       |       |       |      |      |      |      |       |       |       |   |         |
| Regentage (d)          | 20,6  | 18,5  | 19,5  | 18,6  | 17,8  | 15,1 | 10   | 11,6 | 12,5 | 19,5  | 22    | 21,5  | Σ | 207,2   |

| −1,4 |

| −0,7 |

| 0,4 |

| 2,5 |

| 5,6 |

| 8,6 |

| 10,6 |

| 10,5 |

| 7,7 |

| 4,8 |

| 1,5 |

| −0,9 |

| −1,4 |

| −0,7 |

| 0,4 |

| 2,5 |

| 5,6 |

| 8,6 |

| 10,6 |

| 10,5 |

| 7,7 |

| 4,8 |

| 1,5 |

| −0,9 |

| N i e d e r s c h l a g | 374,7 | 331,4 | 255,4 | 174,8 | 118,9 | 91,1 | 55,4 | 77,3 | 126 | 357,2 | 481,9 | 402,8 |
|                         | Jan   | Feb   | Mär   | Apr   | Mai   | Jun  | Jul  | Aug  | Sep | Okt   | Nov   | Dez   |

## Politik
Der Gemeinderat (council) besteht inklusive Bürgermeister aus fünf Personen. Bürgermeister ist der 2011 gewählte Craig Anderson. In der Legislativversammlung von British Columbia ist die Gemeinde im Wahlbezirk North Island durch Claire Trevena von der New Democratic Party of British Columbia vertreten, im kanadischen Unterhaus sitzt für den Wahlbezirk Vancouver Island North John Duncan von der Conservative Party of Canada.

## Verkehr
Highway 28 führt nach Osten hin nach Campbell River, er mündet dort in Highway 19, der Vancouver Island in Nord-Süd-Richtung erschließt. Am westlichen Ende von Highway 28 befindet sich ein Hafen, von dort aus können umliegende Gemeinden mit Hilfe eines Wassertaxis, einem umgebauten Minensucher, erreicht werden, die sonst keinen Straßenanschluss haben. Der Tidenhub des Nootka Sounds setzt sich auch im Muchalat Inlet fort und wirkt sich auf den Hafenbetrieb in Gold River aus. Dort beträgt er im Regelfall noch zwischen 2 und 3 Meter.
Eine Fluggesellschaft bietet die Möglichkeit, mit Wasserflugzeugen die Gemeinde zu erreichen.

## Sehenswürdigkeiten
Östlich der Gemeinde befinden sich zwei Provincial Parks, der White Ridge Provincial Park und der größere Strathcona Provincial Park. Zweiterer ist der größte auf Vancouver Island und birgt auch den höchsten Berg der Insel im Zentrum. Nördlich von Gold River liegt noch der kleinere Gold Muchalat Provincial Park.